# Wilhelm Tobias Abry
Louis Hermann Wilhelm Tobias Abry (* 8. August 1968 in Helmstedt) ist ein Konteradmiral der Deutschen Marine und Chef des Stabes im Marinekommando in Rostock.

## Militärische Laufbahn
Abry trat mit der Crew VII/88 1988 in die (damalige) Bundesmarine ein. Er absolvierte die Ausbildung zum Marineoffizier, einschließlich eines Studiums der Staatswissenschaften an der Universität der Bundeswehr in München. Hierauf folgten mehrere Verwendungen als Bootseinsatzoffizier und Wachoffizier auf Schnellbooten. Von 1997 bis 1999 war Abry Adjutant bei den Amtschefs im (inzwischen aufgelösten) Marineamt, den Konteradmiralen Hans Lüssow, und später Frank Ropers. Es folgte eine Verwendung als Kommandant auf dem Schnellboot Puma, mit dem er 2002 bei der Operation Enduring Freedom am Horn von Afrika im Auslandseinsatz war.
Von 2002 bis 2004 nahm er am nationalen Generalstabs-/Admiralstabslehrgang an der Führungsakademie der Bundeswehr in Hamburg teil und erhielt den General-Heusinger-Preis als jahrgangsbester Absolvent.
Als Erster Offizier der Fregatte Karlsruhe war er von März bis September 2005 erneut bei der Operation Enduring Freedom eingesetzt. Es folgten Verwendungen als Referent im Bundesministerium der Verteidigung und beim Internationalen Militärstab der NATO in Brüssel (Belgien). Im Jahr 2011 war Abry als Kommandant der Fregatte Niedersachsen im Rahmen der EU-Marinemission EUNAVFOR ATALANTA erneut im Auslandseinsatz. Es folgte eine Verwendung als Assistant Chief of Staff of Staff Joint Assessment beim Joint Force Command Brunssum der NATO im niederländischen Brunssum. In der Verwendung als Chef des Stabes der Einsatzflottille 2 war Abry 2014/15 als Chef des Stabes erneut bei EUNAVFOR  ATALANTA im Auslandseinsatz. Von 2016 bis 2018 nahm er die Aufgaben als Arbeitsbereichsleiter Zentrale Aufgaben im Büro des Generalinspekteurs der Bundeswehr General Volker Wieker wahr.

### Dienst als Admiral
Vom 18. Mai 2018 bis 3. September 2021 war Abry, als Nachfolger von Flottillenadmiral Kay-Achim Schönbach, Kommandeur der Marineschule Mürwik. Auf diesem Dienstposten erhielt er im April 2019 auch die Beförderung zum Flottillenadmiral.
Von Januar bis Juli 2020 war er auch stellvertretender Kommandeur der EU-Marinemission EUNAVFOR ATALANTA im Hauptquartier im spanischen Rota.
Im September 2021 übernahm Abry von Henning Faltin die Leitung der Unterabteilung Operation im Marinekommando in Rostock.
Bis 2023 war er Unterabteilungsleiter SE II Militärpolitik und Einsatz im Bundesministerium der Verteidigung in Berlin. Dann wurde er Nachfolger von Axel Deertz als Chef des Stabes im Marinekommando in Rostock. Auf diesem Dienstposten erhielt er auch die Ernennung zum Konteradmiral.